# Turbo castanea
Turbo castanea är en snäckart som beskrevs av Gmelin 1791. Turbo castanea ingår i släktet Turbo och familjen turbinsnäckor. Utöver nominatformen finns också underarten T. c. crenulatus.

## Bildgalleri

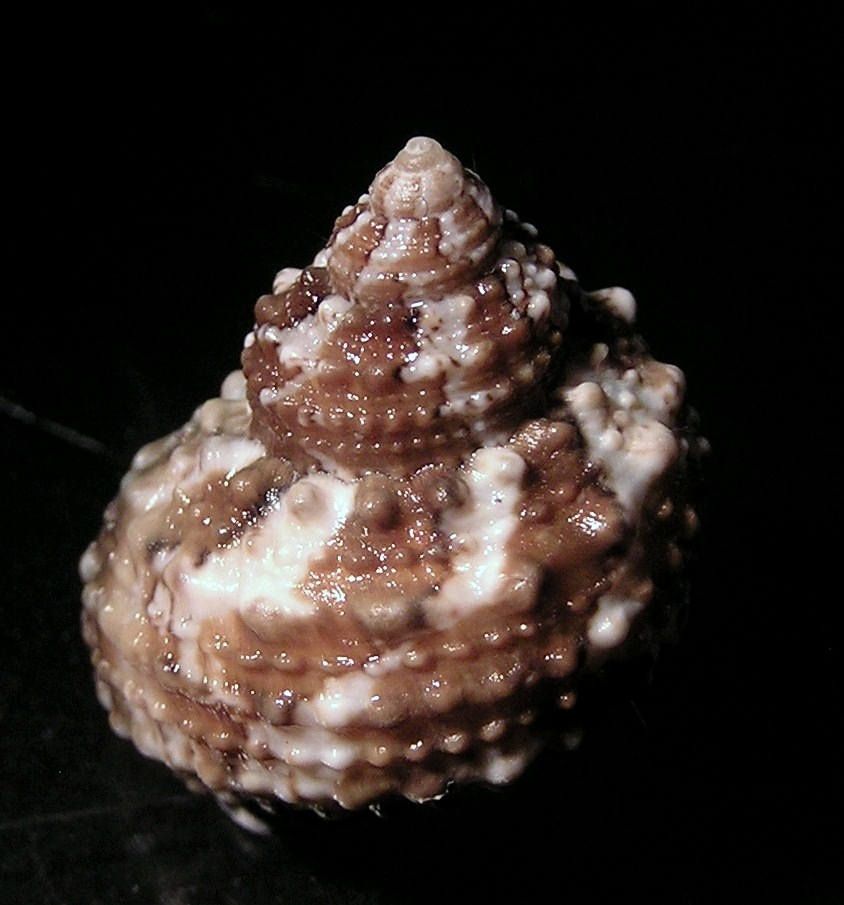